# Масейо (микрорегион)

Масейо на карте.

Масейо́ (порт. Microrregião de Maceió) — микрорегион в Бразилии, входит в штат Алагоас. Составная часть мезорегиона Восток штата Алагоас. Население составляет 1 140 682 человека (на 2010 год). Площадь — 1797,408 км². Плотность населения — 634,63 чел./км².

## Демография
Согласно сведениям, собранным в ходе переписи 2010 г. Национальным институтом географии и статистики (IBGE), население микрорегиона составляет:						
| Полное население                             | Полное население                             | Полное население                             | Полное население                             | 1 140 682 |
| -------------------------------------------- | -------------------------------------------- | -------------------------------------------- | -------------------------------------------- | --------- |
| в том числе:                                 | Городское население                          | 1 117 018                                    | Процент городского населения, %              | 97,93     |
|                                              | Сельское население                           | 23 664                                       | Процент сельского населения, %               | 2,07      |
|                                              | Мужское население                            | 538 331                                      | Процент мужского населения, %                | 47,19     |
|                                              | Женское население                            | 602 351                                      | Процент женского населения, %                | 52,81     |
| Плотность населения, чел/км²                 | Плотность населения, чел/км²                 | Плотность населения, чел/км²                 | Плотность населения, чел/км²                 | 634,63    |
| Население микрорегиона в % к населению штата | Население микрорегиона в % к населению штата | Население микрорегиона в % к населению штата | Население микрорегиона в % к населению штата | 36,55     |

## Состав микрорегиона
В составе микрорегиона включены следующие муниципалитеты:
1. Барра-ди-Санту-Антониу
2. Барра-ди-Сан-Мигел
3. Кокейру-Секу
4. Масейо
5. Марешал-Деодору
6. Парипуэйра
7. Пилар
8. Риу-Ларгу
9. Санта-Лузия-ду-Норти
10. Сатуба